# نادي بوتنزا
نادي بوتنزا (بالإيطالية: Potenza Calcio)‏ هو نادي كرة قدم إيطالي مقره في بتنسة، بزلكاتة. يلعب حاليًا في الدوري الإيطالي الدرجة الثالثة.